# Војне снаге у функцији система цивилне одбране
Цивилна одбрана је нужно спровођење хуманитарних задатака чији је циљ да се заштити цивилно становништво, да омогући да се оно опорави од непредвидљивих дејстава рата, непријатељстава или катастрофа и да му обезбеди неопходне услове за опстанак.
Војска Србије брани земљу од оружаног угрожавања споља и извршава друге мисије и задатке у складу са Уставом, законима и принципима међународног права који регулишу употребу силе.
Мисије и задатке  Војске Србије дефинише Народна скупштина Републике Србије у складу са Уставом и на основу неотуђивог права Републике Србије на индивидуалну и колективну одбрану сагласно члану 51. Повеље Уједињених нација и основним принципима међународног права који регулишу употребу силе.
Имајући у виду значај превентивног деловања у остваривању циљева националне безбедности и учесталост и ризике невојних претњи безбедности који угрожавају националне интересе, јасно је да Војска има посебно место у спречавању или смањењу последица ванредних ситуација на основу процењених ризика. У димензионирању улоге Војске у смањењу ризика и последица ванредних ситуација, од посебног значаја је поштовање следећих начела садржаних у Стратегији националне безбедности:
1. превенција;
2. компатибилност;
3. недељивост безбедности.[4]

### Мисије Војске Србије
- Одбрана Републике Србије од оружаног угрожавања споља;
- Учешће у изградњи и очувању мира у региону и свету;
- Подршка цивилним властима у супротстављању претњама безбедности.[5]

#### Подршка цивилним властима у супротстављању претњама безбедности
Имплицитни ставови о превентивном деловању Војске, када је у питању Стратегија одбране, видљиви су из утврђених мисија и задатака Војске. У мисији подршке цивилним властима у супротстављању претњама безбедности, задаци Војске утврђени су као помоћ у супротстављању унутрашњем угрожавању безбедности и тероризму, као и помоћ цивилним властима у случају природних непогода, техничких, технолошких и других несрећа.
Подршка цивилним властима у супротстављању претњама безбедности подразумева да је Војска помоћна снага у тој мисији. У области угрожавања безбедности на унутрашњем плану Војска има помоћну улогу, односно ангажује се у помоћи и подршци снагама МУП-a. Изузетак представљају побуне са елементима сепаратизма.
Ради реализације треће мисије и задатака пројектованих у оквиру мисије, Војска изводи одређене операције, и то: операцију превентивног размештања снага , противтерористичку операцију и противпобуњеничку операцију. У складу са реалним стањем на терену и окружењу може да изводи и друге операције.

###### Операције превентивног размештања снага Војске
Операције превентивног размештања снага Војске усмерене су на подршку цивилним властима у оквиру треће мисије, посебно у борби против тероризма и противпобуњеничким дејствима. У том смислу, значајне су одредбе Доктрине Војске Србије о тим врстама операција.

###### Противтерористичке операције
Противтерористичке операције су борбене операције које се изводе у миру и оружаном сукобу ради пружања подршке и помоћи цивилним властима у онемогућавању терористичке делатности. У случају напада на војне објекте и ескалације терористичких дејстава, Војска Србије може да буде употребљена за разбијање и уништење терористичких снага.

###### Противпобуњеничке операције
Противпобуњеничке операције су борбене операције које се изводе у миру, током ванредног стања и у оружаном сукобу, у случају избијања оружане побуне на било ком делу државне територије. Те операције се изводе у садејству са снагама Министарства унутрашњих послова и обавештајним и безбедносним службама Републике Србије.
Употреба Војске Србије је, осим у основним стратешким и доктринарним документима, регулисана и Законом о одбрани и Законом о Војсци. С обзиром на веома високу цену сваког појединачног ангажовања војне јединице, неопходно је ангажовати само оне делове или јединице које су довољне за супротстављање одређеној претњи. Такво ангажовање је могуће само на основу свеобухватних процена појединачних ризика и портфолија ризика.

### Улога Војске Србије у систему заштите и спасавања
Правни основ за ангажовање Војске у остваривању треће мисије, тј. подршке цивилним властима у супротстављању претњама безбедности је садржан у ставовима Закона о одбрани, Закона о војсци и Закона о ванредним ситуацијама.
У случају природних и других несрећа већих размера у којима су на одређеној територији угрожени живот и здравље људи и животиња и материјална добра, јединице Војске Србије, на захтев органа надлежних за заштиту и спасавање људи и материјалних добара, могу се ангажовати на пружању помоћи становништву, у складу са посебним законом. Приправност Војске Србије обухвата предузимање мера повећања оперативних и функционалних способности, које су неопходне ради спречавања и отклањања опасности од изазова, ризика и претњи безбедности . Према члану 2. Закона о војсци, Председник Републике или министар одбране, по овлашћењу председника Републике, може одлучити да Војска Србије надлежном државном органу, односно организацији, органу аутономних покрајина и органу јединица локалне самоуправе, на њихов захтев, пружи помоћ ради заштите живота и безбедности људи и имовине, заштите животне средине или из других разлога утврђених законом.
Када у заштити и спасавању учествују јединице Војске Србије, њима командују њихове надлежне старешине, у складу са одлукама штаба за ванредне ситуације који руководи и координира заштитом и спасавањем.

#### Функционалне потребе и задаци Војске Србије у превенцији и одговору на ванредне ситуације
Употреба Војске планира се на основу: додељених мисија и задатака, могућих сценарија угрожавања безбедности земље, стања Војске, планова развоја система одбране, смерница и одлука. Планови превенције ванредних ситуација припремају се ради одговора на могуће ситуације које своје полазиште имају у процењеним сценаријима и израђују се на свим нивоима командовања. Планови превенције могу представљати основу за израду планова одговора на ванредне ситуације.
Дефинисане су функционалне потребе и задаци Војске Србије у одговору на разне врсте ванредних ситуација у којима она има помоћну или основну улогу. Реч је о следећим групама задатака: евакуација и транспорт, рашчишћавање терена, медицинска помоћ, обавештајно-безбедносне активности, деконтаминација, разминирање, обезбеђење лица, имовине и територије и борбене активности.

#### Функционалне потребе и задаци Војске Србије у условима ангажовања у елементарним непогодама и другим несрећама
Елементарне непогоде и друге несреће спадају у групу невојних опасности. Њихова основна карактеристика је непредвидивост, брзина наступања и ограниченост времена за реаговање, што их чини веома сложеним са аспекта превенције и ублажавања последица.
Превентивно деловање у случају елементарних непогода и других несрећа од пресудног је значаја за заштиту и спасавање људи, животиња, материјалних добара и животне средине као основних вредности сваког друштва. Превентивно деловање остварује се ангажовањем свих расположивих капацитета друштва ради спречавања или умањења могућих ефеката опасности. Ради ефективне одбране, заштите и спасавања ангажују се сви субјекти система одбране, односно војни и цивилни капацитети. Према важећем законодавству, у случају наступања елементарних непогода, носиоци активности су снаге Министарства унутрашњих послова, а снаге Војске пружају подршку и помоћ. Међутим, невојни капацитети нису такви да могу да обезбеде све неопходне услове за ефикасно превентивно деловање. Стога, у великом броју случајева наступања елементарних непогода, као што су поплаве, земљотреси и олујни ветрови долази до ангажовања војних капацитета. Ради обезбеђења потпуног или, у највећој мери, ефективног и оптималног ангажовања снага за превентивно деловање, неопходно је анализирати насталу или могућу ситуацију и извршити процену угрожености. Коначан закључак из процене угрожености треба да генерише одговор – које су то снаге и капацитети које је потребно ангажовати ради превенције и одговора на насталу ситуацију. Употребом војних ресурса остварује се значајан утицај на спречавање и ублажавање последица елементарних непогода и других несрећа, као и на њихов даљи развој.
Ниво ангажовања јединица Војске Србије, у случају поплава, зависи од величине самих фактора који одређују поплавни талас. Наиме, ако је обим поплава толики да нису довољне снаге МУП-а за реаговање, на захтев надлежних органа, а по одобрењу министра одбране, ангажују се војне снаге, пре свега на спасавању становништва и материјалних добара. Функционалне потребе крећу се у границама ниске и средње, управо због минималне потребе за превентивним ангажовањем војних снага, с обзиром на постојање респектабилних цивилних капацитета. Пример ангажовања војних снага представљају поплаве у Јаши Томићу 2005. године, или последње поплаве које су захватиле Кину 2011. Године.
Земљотреси представљају ванредну ситуацију у којој се потребе за ангажовањем војних снага крећу у границама од високих до ниских. Код великих земљотреса ангажовање војних снага је од изузетног значаја због неопходности брзог реаговања ради спасавања повређених. У земљотресима малог интензитета потреба за ангажовањем војних снага је мање изражена, јер постоје довољни капацитети стручних цивилних служби. Тако су, на пример, војне снаге ангажоване у санирању последица земљотреса у Краљеву 2010. године и након катастрофалног земљотреса, односно цунамија који је погодио Јапан 2011. године.

#### Функционалне потребе и задаци Војске Србије у условима терористичких опасности
Опасност од терористичких дејстава спада у групу невојних изазова и претњи. Према Доктрини Војске Србије, Војска не развија посебне снаге намењене за пружање подршке цивилним властима, већ се ангажују постојеће, које, сходно својој основној намени, могу успешно извршавати те задатке. У борбеним дејствима против терористичких снага ангажују се наменске противтерористичке јединице у складу са својим задацима и у функцији подршке другим снагама система безбедности. Носилац планирања и реаговања на ову врсту опасности су противтерористичке снаге МУП-а. С обзиром на то да су последице терористичких аката разноврсне и сложене по људе, животиње, материјална добра и животну средину, неопходно је обезбедити и допунске капацитете за реаговање, заштиту и спасавање. Нарочито је потребно обезбедити снаге за преговарање, медицинске екипе, противпожарне екипе, екипе за рашчишћавање терена, екипе за РХБ деконтаминацију, разминирање, итд.
У случају потребе за већим капацитетима могуће је ангажовати војне капацитете у смислу подршке и допуне ангажованих снага. У случају наступања терористичких опасности, војне снаге се, начелно, могу ангажовати извођењем две врсте операција. То су:
1. Операције превентивног размештања снага , које се изводе у миру и ванредном стању да би се испољио повољан утицај на елиминисање безбедносне претње од тероризма без употребе оружане силе, обезбедило правовремено поседање положаја за извршавање задатака и пружање подршке надлежним државним органима у случају потребе за применом оружане силе. Успешност операција превентивног размештања у великој мери зависи од поседовања правовремених и тачних обавештајних информација. Током извођења операција војна сила се примењује само у крајњој нужди, али се не искључује њена примена у случају ескалације оружаног насиља према јединицама Војске Србије или партнерима у операцији.

1. Противтерористичке операције – борбене операције које се изводе у миру и оружаном сукобу ради пружања подршке и помоћи цивилним властима у онемогућавању терористичке делатности. У случају напада на војне објекте и ескалације терористичких дејстава, Војска Србије може да буде употребљена за разбијање и уништење терористичких снага, независно од снага МУП-а.

У случају терористичких аката потреба за ангажовањем војних јединица се креће од високе до ниске. У највећем броју случајева неопходно је брзо и снажно ангажовање војних специјалних противтерористичких јединица, нарочито када су угрожени војни објекти или се ради о већим терористичким актима. Иако су носилац таквих дејстава специјалне антитерористичке јединице МУП-а, војне јединице представљају веома озбиљну снагу у превентивном смислу, као и у самим противтерористичким дејствима. Илустративан пример употребе војске у превентивном смислу представљају терористичка дејства на Косову и Метохији или ангажовање снага НАТО-а у Авганистану.

#### Функционалне потребе и задаци Војске Србије у условима побуњеничких дејстава
Опасности побуњеничких дејстава припадају групи невојних изазова и претњи које карактеришу елементи употребе оружане силе ради остварења пројектованих циљева. Не улазећи у многобројне факторе који их одређују, побуњеничка дејства могу да се окарактеришу као озбиљна претња безбедности државе, с обзиром на величину последица.
Због заступљености елемената коришћења оружане силе, доктрином Војске Србије је одређено да је носилац противпобуњеничких дејстава Војска Србије. Ради превентивног деловања и реаговања на побуњеничка дејства, Војска тежишно изводи противпобуњеничку операцију. У складу са процењеном ситуацијом Војска може да предузме и операцију превентивног размештања снага. Војска је носилац планирања и извођења операција, а остале снаге система одбране користе се као помоћ и подршка.
Противпобуњеничка операција је борбена операција која се изводи у миру, током ванредног стања и у оружаном сукобу, у случају избијања оружане побуне на било ком делу државне територије. Те операције изводе се у садејству са снагама Министарства унутрашњих послова и обавештајним и безбедносним службама Републике Србије. Циљ извођења операција је присиљавање побуњеника да одустану од оружаног насиља, као и њихово разоружање и дезангажовање и усмеравање да своје захтеве решавају мирним путем у надлежним институцијама политичког система. За успех операција важна је правовремена и адекватна употреба снага и успешно садејство и сарадња са снагама система одбране које учествују у сузбијању побуне.
Противпобуњеничка дејства претпостављају брзо и снажно ангажовање војних снага на високом и средњем нивоу функционалних потреба. Ангажовање може да се изврши путем операције превентивног размештања или противпобуњеничке операције. Помоћне снаге су специјалне снаге МУП-а, као и остали елементи система одбране. Пример ангажовања војних снага у противпобуњеничкој операцији јесте употреба руских снага у одговору на побуњеничка дејства у Чеченији.

### Цивилно-војна сарадња
Цивилно-војна сарадња подразумева сарадњу и координацију заједничког ангажовања између војних снага и чинилаца цивилног окружења, којом се на одређеном простору и планираним ресурсима доприноси извршењу мисије јединице у миру, ванредном и ратном стању
Цивилно-војна сарадња се остварује реализацијом њених основних садржаја: успостављањем и одржавањем цивилно-војне везе, подршком командовању и подршком оперативном окружењу.
Успостављање и одржавање цивилно-војне везе је садржај цивилно-војне сарадње којим се остварује контакт представника војних снага и представника чинилаца цивилног окружења. Органи цивилно-војне сарадње успостављају и одржавају цивилно-војне везе са свим чиниоцима цивилног окружења који су од интереса за извршење у додељеној зони операције/мисије или на територији функционалне надлежности. Успех у успостављању и одржавању цивилно-војне везе постиже се и адекватним и благовременим информисањем јавности о реализацији цивилно-војне сарадње и постигнутим резултатима у овој области. У мултинационалним операцијама успешно успостављена цивилно-војна веза је основ и за придобијање поверења и подршке становништва и разних организација које делују у зони операције. Правилно развијена цивилно-војна веза основни је предуслов успеха цивилно-војне сарадње у свим операцијама и пружа основ за реализацију друга два садржаја цивилно-војне сарадње.
Подршка командовању остварује се кроз:
(1) процену оперативног окружења по елементима цивилно-војне сарадње и предлагање ангажовања ресурса Војске за активности реализације цивилно-војне сарадње у зони одговорности јединице и
(2) координацију заједничког ангажовања са чиниоцима цивилног окружења ради коришћења обострано расположивих ресурса. Координација ангажовања цивилних и војних ресурса омогућава смањење прекомерне и непланиране употребе војних ресурса.
Подршка чиниоцима цивилног окружења представља ангажовање капацитета Војске за потребе чиниоца цивилног окружења у условима када друге снаге и средства система заштите и спасавања нису довољни за заштиту и спасавање људи, материјалних и културних добара и животне средине од катастрофа изазваних утицајем елементарних непогода и других несрећа и у другим ситуацијама када постоји потреба за ангажовањем капацитета Војске, о чему се доноси одлука у складу са надлежностима. Пружање подршке цивилном окружењу најчешће се реализује на захтев чинилаца цивилног окружења. Иницијатори подршке могу бити команде и јединице Војске у складу са својим плановима и могућностима. Реализују је јединице самостално или у сарадњи са другим структурама друштва. У пружању подршке чиниоцима цивилног окружења ангажују се различити војни ресурси: информације, људски и материјални ресурси, капцитети за обуку, експертизе војних стручњака у разним областима и други ресурси у складу са конкретном активношћу цивилно-војне сарадње. У мултинационалним операцијама ова подршка се реализује најчешће у оквиру пројеката ЦВС јединице или припадника Војске Србије који извршавају мисију и као активност цивилно-војне сарадње коју реализују наменске снаге за реализацију садржаја цивилно-војне сарадње(лекари, ветеринари, инжињерци и други специјалисти који реализују активности у име припадника ВС, за потребе мисије).
Цивилно-војна сарадња у Војсци Србије организује се на стратегијском, оперативном и тактичком нивоу до нивоа бригаде. Зависно од задатака јединица и врсте операције коју Војска изводи, цивилно-војне сарадња се може организовати и на нивоу батаљона.